# GDF10
GDF10‏ (Growth differentiation factor 10) هوَ بروتين يُشَفر بواسطة جين GDF10 في الإنسان.